# Boris Uran
Boris Uran (* 30. September 1983 in Villach) ist ein österreichischer Popsänger. Bei der ersten Staffel von Starmania erreichte er den dritten Platz.
Boris Uran begann mit acht Jahren mit Klavierunterricht. Er brachte sich als Autodidakt selbst Schlagzeug und Gitarre bei. Daneben war er achtfacher österreichischer Jugend-Meister im Poolbillard.
Im April 2003 erschien die Debütsingle Manchmal, im Juni 2003 veröffentlichte Universal Music das Album Ich. 2004 erhielt er die Goldene Romy als beliebtester männlicher Shootingstar. Ebenfalls 2004 wurde er zweimal für einen Amadeus Austrian Music Award nominiert.
2004 moderierte er die ORF-Sendung Play Music, die mangels Zuseher aber nach einigen Ausstrahlungen wieder eingestellt wurde.
Im Sommer 2006 hat sich Uran aufgrund einer Depression selbst in eine psychiatrische Klinik einweisen lassen. Vorher ließ er sich von seinem Vertrag bei Universal Music freistellen.
Er ging nach seinem Ausstieg für ein Jahr nach Indonesien und hörte zunächst auf, Musik zu machen und arbeitete als Altenpfleger. Im Jahr 2017 holte er die Abendmatura am Abendgymnasium nach. Im September 2022 veröffentlichte Uran als Sänger des Trios Orange Sun das Album Bridges.

## Diskografie
- Bridges  (2022) – Album mit Orange Sun
- Ich (2003) – Album
- Manchmal (2003) – Single
- Alles und mehr (feat. Michael Tschuggnall und Christina Stürmer)